# Gyndesops
Gyndesops is een geslacht van hooiwagens uit de familie Gonyleptidae.
De wetenschappelijke naam Gyndesops is voor het eerst geldig gepubliceerd door Roewer in 1943. 

## Soorten
Gyndesops is monotypisch en omvat slechts de volgende soort:
- Gyndesops denisi